# 紀元前726年
紀元前726年（きげんぜん726ねん）は、西暦（ローマ暦）による年。紀元前1世紀の共和政ローマ末期以降の古代ローマにおいては、ローマ建国紀元28年として知られていた。紀年法として西暦（キリスト紀元）がヨーロッパで広く普及した中世時代初期以降、この年は紀元前726年と表記されるのが一般的となった。

## 他の紀年法
- 干支 : 乙卯
- 中国
  - 周 - 平王45年
  - 魯 - 恵公43年
  - 斉 - 釐公5年
  - 晋 - 孝侯14年
  - 秦 - 文公40年
  - 楚 - 武王15年
  - 宋 - 穆公3年
  - 衛 - 桓公9年
  - 陳 - 桓公19年
  - 蔡 - 宣侯24年
  - 曹 - 桓公31年
  - 鄭 - 荘公18年
  - 燕 - 繆侯3年
- 朝鮮
  - 檀紀1608年
- ユダヤ暦 : 3035年 - 3036年